# Tour de France Femmes
Tour de France Femmes, oficjalnie Tour de France Femmes avec Zwift – wieloetapowy szosowy wyścig kolarski kobiet, rozgrywany we Francji od 2022.

## Historia
We Francji kilkukrotnie próbowano stworzyć kobiecy wyścig kolarski będący odpowiednikiem męskiego Tour de France. Pierwszy tego typu wyścig odbył się w 1955, jednak okazał się tylko jednorazowym wydarzeniem. Do pomysłu powrócono w latach 80., gdy ówczesny organizator Tour de France (Société du Tour de France) w latach 1984–1989 organizował wyścig Tour de France Féminin, ostatecznie rezygnując z tego projektu w wyniku wysokich kosztów przy małym zainteresowaniu ze strony sponsorów i mediów. Próbą kontynuacji tej rywalizacji był odbywający się w latach 1990–1993 wyścig Tour de la CEE féminin, który jednak nie był uznawany przez organizatorów męskiego Tour de France. Od 1992 zaczęto organizować Tour Cycliste Féminin, który istniał do 2009, jednak przez cały ten okres cierpiał na problemy organizacyjne i finansowe, a w 1998, ze względu na spór o prawa autorskie do używanej przez siebie nazwy z Amaury Sport Organisation (w 1992 przejęła od Société du Tour de France organizację męskiego Tour de France), musiał zmienić swą nazwę na Grande Boucle Féminine Internationale. Na przełomie XX i XXI wieku we Francji odbywały się również inne kobiece wyścigi wieloetapowe jak Tour de l’Aude cycliste féminin (lata 1985–2010) czy Route de France féminine (2006–2016), jednak także nie miały one powiązań z organizatorami męskiego Tour de France, borykając się z problemami finansowymi i organizacyjnymi.
W 2014 Amaury Sport Organisation, w odpowiedzi na petycję ze strony środowiska kolarskiego, utworzyło jednodniowy wyścig dla kobiet o nazwie La Course by Le Tour de France, skupiony wokół Avenue des Champs-Élysées i odbywający się w dniu ostatniego etapu męskiego Tour de France. Impreza odbywała się w tej formule do 2020 (wyjątek stanowiła edycja z 2017, gdy rozegrano 2 etapy: jeden kończący się na Col d’Izoard, a drugi będący jazdą indywidualną na czas z metą w Marsylii), jednak była krytykowana przez część środowiska za zbyt krótką rywalizację i brak zaangażowania ASO w promocję wyścigu, mimo że należała do jednej z najpopularniejszych w kalendarzu UCI Women’s World Tour. Ostatnia edycja tego wyścigu odbyła się w czerwcu 2021, dzień przed rozpoczęciem Tour de France 2021.
W czerwcu 2021 Amaury Sport Organisation oficjalnie ogłosiło, iż w lipcu 2022 zorganizuje pierwszą edycję nowego wieloetapowego wyścigu dla kobiet, który znajdzie się w cyklu UCI Women’s World Tour, będąc odpowiednikiem męskiego Tour de France (z mniejszą liczbą etapów i inną trasą), a sponsorem tytularnym tej imprezy został Zwift.

## Zwycięzcy
Opracowano na podstawie:
| Rok  | Pierwsze             | Drugie         | Trzecie              |
| ---- | -------------------- | -------------- | -------------------- |
| 2022 | Annemiek van Vleuten | Demi Vollering | Katarzyna Niewiadoma |
| 2023 | Demi Vollering       | Lotte Kopecky  | Katarzyna Niewiadoma |
| 2024 | Katarzyna Niewiadoma | Demi Vollering | Pauliena Rooijakkers |
| 2025 |                      |                |                      |